# Independiente (álbum de Ricardo Arjona)
Independiente es el nombre del decimotercer álbum de estudio grabado por el cantautor guatemalteco Ricardo Arjona, Fue lanzado al mercado por el sello discográfico Warner Music Latina el 4 de octubre de 2011. Fue grabado en los Estados Unidos y México, y es una producción de Arjona con la colaboración de Dan Warner, Lee Levin, Dan Rudin y el cantautor puertorriqueño Tommy Torres.
El álbum el primer lanzamiento independiente de Arjona después de firmar contrato con Sony Music en 1991 y Warner Music Latina en 2008 fue publicado por Metamorfosis, su propio sello discográfico.
Compuesto y escrito en un año, el álbum es la cuarta colaboración entre Arjona y Torres. Marca la vuelta al sonido característico de Arjona tras su partida estilística en el álbum Poquita ropa (2010). Durante la producción de este último, redujo el número de instrumentos para simplificar su sonido e introdujo lo que ha sido denominado «un esfuerzo acústico despojado» en su música. Independiente ha sido comparado con sus grabaciones anteriores, Historias (1994) y Animal nocturno (1993).
Independiente se convirtió en el cuarto álbum de Arjona en alcanzar el puesto número uno en la lista estadounidense Billboard Top Latin Albums, donde debutó el 22 de octubre de 2011. Encabezó durante trece semanas no consecutivas la lista Billboard Latin Pop Albums y alcanzó el puesto número uno en la lista mexicana. Es su quinto álbum consecutivo en entrar en la lista Billboard 200 (alcanzando el puesto número sesenta y cinco), y su cuarto álbum en entrar en la lista española donde obtuvo el puesto número sesenta y ocho. Dentro de una semana después de su lanzamiento Independiente obtuvo certificaciones de oro en Chile, Estados Unidos y México y disco de platino en Argentina y Venezuela.
El álbum incluye cinco sencillos. El primero, «El amor», se convirtió en un éxito comercial en varios países de América Latina y alcanzó el puesto número uno en las listas estadounidenses Billboard Top Latin Songs y Latin Pop Songs. Fue seguido por «Fuiste tú» (con Gaby Moreno), que alcanzó el primer puesto en Latin Pop Songs y el número dos en Top Latin Songs, y además encabezó varias listas nacionales en otros países. «Mi novia se me está poniendo vieja» fue lanzado en mayo de 2012, «Te quiero» siguió a finales de junio de 2012 y, por último, «Si tu no existieras» fue publicado a finales de noviembre de 2012. Para promover Independiente Arjona se embarcó en una gira, Metamorfosis World Tour.

## Antecedentes

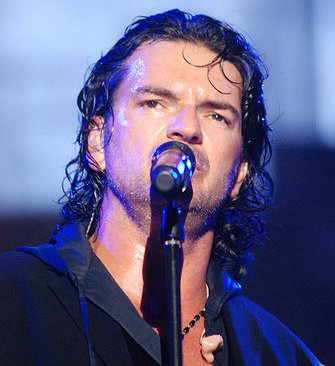
Arjona durante una actuación en Miami (2009).

En 2010, Arjona quiso cambiar su estilo musical y tras experimentar con una dramática reducción en el número de instrumentos, simplificó su sonido hasta obtener un resultado algo comparable a una actuación a capella, que fue denominado «un esfuerzo acústico despojado» en su música. Esto se escuchó en su duodécimo álbum de estudio, Poquita ropa (2010). Arjona produjo el álbum junto a Dan Warner, quien trabajó también con Shakira, Celine Dion y Christina Aguilera.
Semanas antes del lanzamiento de Independiente, Arjona publicó una carta en la cual planteó la cuestión de sus relaciones pasadas con las compañías discográficas. Reveló las condiciones de su primer contrato: «Entré a mi primer compañía de discos por canje, un amigo productor les dijo que si no me firmaban a mí no iban a firmar a dos artistas que él tenía, y así los obligó [en aquel momento]». Arjona explicó además que recibió «menos del 1% de regalías» de sus álbumes más exitosos. Independiente es el primer lanzamiento independiente a través del propio sello discográfico de Arjona, Metamorfosis, una compañía que creó para reorientar su carrera. La compañía es presidida por Arjona y varios de sus amigos (incluyendo el fotógrafo y director Ricardo Calderón, el ejecutivo de Universal Music México Humberto Calderón, y Miriam Sommerz de BMG), y tiene su sede en Miami y México, D.F. Arjona comentó que su independencia resultó en más compromisos que libertad, afirmando que «Dentro de la palabra independiente, aunque suena a libertad extrema, hay una cantidad enorme de compromisos y la responsabilidad de poder administrar, de la mejor manera posible, la independencia.». Billboard señala que, aunque otros músicos decidieron lanzar álbumes independientes después de haber tenido contratos con los principales sellos discográficos, Arjona es el artista pop latino más importante en hacerlo. Aunque el álbum se comercializa por la nueva compañía discográfica de Arjona, su distribución está a cargo de Warner Music.

## Producción y grabación
Independiente marcó la cuarta colaboración de Arjona con Tommy Torres, el compositor y productor que colaboró también con coros. Los músicos trabajaron juntos por primera vez en 2005, cuando Arjona lanzó su décimo álbum de estudio (Adentro). Arjona comentó que primero hizo una «prueba» con Torres, enviándole las «canciones más novillas y más oscuras» del álbum, «Acompáñame a estar solo» y «Iluso». Torres luego «fue a por todas con la primera demo, contratando una banda completa, incluso una orquesta de cuerdas» En el álbum Quién dijo ayer (2007), Torres produjo los sencillos «Quién» y «Quiero» y participó con coros en las versiones remasterizadas de antiguos éxitos de Arjona. En 5to piso (2008), Torres produjo varias canciones; incluyendo el primer sencillo «Cómo duele», que fue declarado «el mayor éxito [de Arjona] en los últimos años» por Jason Birchmeier de Allmusic.
El álbum fue compuesto en un año. La mayor parte de su producción estuvo a cargo de tres productores familiarizados con el trabajo de Arjona: Dan Warner, Lee Levin y Dan Rudin. Tommy Torres también produjo tres canciones: el primer sencillo «El amor», el segundo sencillo «Fuiste tú» y «Hay amores». Víctor Patrón produjo dos canciones («Caudillo» y la versión para piano de «Mi novia se me está poniendo vieja»), y Julio Chávez colaboró en la producción de «Reconciliación». Arjona escribió todas las canciones excepto «El amor», que fue coescrita con Torres. El álbum fue grabado y producido en varias ciudades en los Estados Unidos y México. La mezcla de Independiente se llevó a cabo en el Blue Grotto en Nashville, Tennessee, y la masterización por Tom Coyne y Aya Merrill en Sterling Sound en Nueva York. Con el regreso de Tommy Torres en la producción, Arjona volvió al característico sonido clásico que desarrolló desde 2005 con el apoyo del mismo Torres.

## Composición
Independiente comienza con «Lo que esta bien está mal», una canción pop latino y la única canción compuesta por Dan Warner en lugar de Arjona (quien escribió la letra). La creación de «El amor» fue motivada por el deseo de Arjona de examinar «ese montón de acontecimientos oscuros paralelos al amor que nadie destaca [...] pero sus partes oscuras son realmente algo fundamental para entender su gran valor». Arjona añadió que «En 'El amor' se han expuesto tantas cosas buenas, que alguien tenía que darle la vuelta y mencionar también sus partes ingratas».
En una entrevista en febrero de 2012, el cantante declaró que «El amor» era la canción «más cursi» que había lanzado a lo largo de su carrera. Añadió que el hecho de que hayan elegido la canción era una «contradicción», porque no era «la canción que mejor puede representar todo el álbum.» Asimismo, añadió que la canción era «bastante fuerte» y «un poquito oscuro». La canción marca el regreso al sonido característico y más convencional de Arjona, después del sonido multigenérico y político de «Puente», el primer sencillo de Poquita ropa, una mezcla de salsa y merengue que no logró tener un impacto en los Estados Unidos.
El álbum incluye «Fuiste tú», un dueto con la cantautora guatemalteca Gaby Moreno. La instrumentación de la canción se compone de piano, violín, guitarras, tambores y otras percusiones. Aunque Arjona comentó que «Teníamos posibilidades de grabar esta canción con gente muy conocida», expresó su felicidad con Moreno, revelando que «la posibilidad de hacerlo con ella, para mí, es una celebración». Describió a Moreno como «un talento increíble» y «un gran ser humano fantástico», y consideró «Fuiste tú» como una de las canciones más importantes del disco. «Mi novia se me está poniendo vieja», una canción que Arjona dedicó a su madre Noemí Morales, tardó dos años para completar.
Dijo que la escribió «para regalársela a mi madre un Día de las Madres» y que pensaba que «la idea de incluirla en el disco fue buenísima». Al igual que con su sencillo «Señora de las cuatro décadas» (de Historias en 1994), al principio no pensaba incluir la canción en un álbum. «Caudillo» evoca «la imagen de varios amigos» que estuvieron con Arjona en la universidad. Afirmó que «Yo aparezco mucho ahí porque uno a veces se convierte en una contradicción de todas aquellas cosas por las que uno peleó en esas épocas. Es la historia de un líder estudiantil que se convierte en presidente». Arjona dedicó el álbum a su padre, que falleció en 2011.

## Lanzamiento y promoción
Inicialmente Independiente fue lanzado en algunos países de América del Sur el 23 de septiembre de 2011 como una edición especial, conocida como la Edición Cono Sur, disponible en forma digital. En esta versión se incluyó una mezcla diferente de la canción "Reconciliación". El 30 de septiembre, la edición estándar del álbum fue lanzada como descarga digital en varios países latinoamericanos y europeos. El 4 de octubre, el álbum fue lanzado oficialmente como descarga digital y disco compacto en la mayor parte de estos mismos mercados, así como en América del Norte. Una edición iTunes fue lanzada como descarga digital en la tienda de música de iTunes. Esta versión incluye un vídeo titulado «Independiente». En Alemania, el álbum fue disponible primero bajo el sello Kiwi el 4 de octubre y desde el 11 de octubre a través de Warner Music. En Canadá y en España, la versión de disco compacto del álbum estuvo disponible desde el 25 de octubre.
Para promover Independiente, Arjona apareció en un especial de televisión en 2011, con la participación de invitados especiales como Gaby Moreno, Ricky Muñoz (de la banda mexicana Intocable) y Paquita la del Barrio. El programa fue emitido por Televisa, y mostró las catorce canciones incluidas en el álbum. Muñoz dijo que estaba «bien contento de hacer cosas para Ricardo [Arjona]», añadiendo que «ya tengo tiempo de conocerlo» y que era «una situación especial». El programa fue posteriormente retransmitido el 5 de noviembre por Canal de las Estrellas.

## Sencillos
El primer sencillo de Independiente es «El amor», publicado el lunes 15 de agosto de 2011. En los Estados Unidos alcanzó el puesto número uno en la lista Billboard Top Latin Songs (el cuarto número uno de Arjona en esa lista, después de «Desnuda», «Cuando» y «El problema»). Además alcanzó el puesto número uno en la lista Billboard Latin Pop Songs. También fue un éxito en América Latina, alcanzando el puesto número uno en las listas de Argentina, México, Colombia, Venezuela, Chile, Costa Rica, Panamá y Guatemala. El vídeo musical de «El amor», filmado en blanco y negro en la Ciudad de México, fue lanzado el 8 de septiembre de 2011. Fue dirigido por Ricardo Calderón (quien también dirigió el vídeo musical de «Como duele»).
El segundo sencillo del álbum es «Fuiste tú», un dueto con la cantante guatemalteca Gaby Moreno. El vídeo musical de la canción fue filmado en Guatemala (en los alrededores de Antigua, río Dulce, lago Atitlán, Semuc Champey y las ruinas de Tikal) y dirigida por el director argentino Joaquín Cambre. Arjona comentó que «Este vídeo recrea la batalla en pareja cuando alguien empieza hablar es el principio del fin». «Fuiste tú» alcanzó el puesto número dos en la lista Billboard Top Latin Songs y número uno en Latin Pop Songs.
«Mi novia se me está poniendo vieja» fue lanzado como tercer sencillo. Arjona escribió la canción para su madre, Noemí Morales. El video musical de la canción, filmada en el Universal Studios en Los Ángeles, fue lanzado en abril de 2012. Incluye a Arjona, su hijo Ricardo Arjona Jr. y a su madre la señora Nohemí Morales, y fue dirigida por Robert García. Arjona apareció con esta canción en el comercial de una Nokia Lumia 900 inteligente publicada por AT&T. Fue lanzada en las tiendas de música en mayo de 2012.
El cuarto sencillo del álbum, "Te quiero", fue lanzado el 18 de junio de 2012. El video musical de la canción fue filmado durante los conciertos en el Estadio Vélez en Buenos Aires, Argentina durante su gira mundial Metamorfosis. Es el primer video musical de Arjona tomado de una actuación en directo. La canción alcanzó el puesto número diez en México y el número uno tanto en el Billboard Latin Songs como en el Latin Pop Songs, El último sencillo del disco fue el tema Si Tu No Existieras, estrenado el 5 de noviembre de 2012 el cual contó con un video grabado en vivo con las presentaciones de la gira Metamorfosis World Tour para promocionar la misma.

## Gira

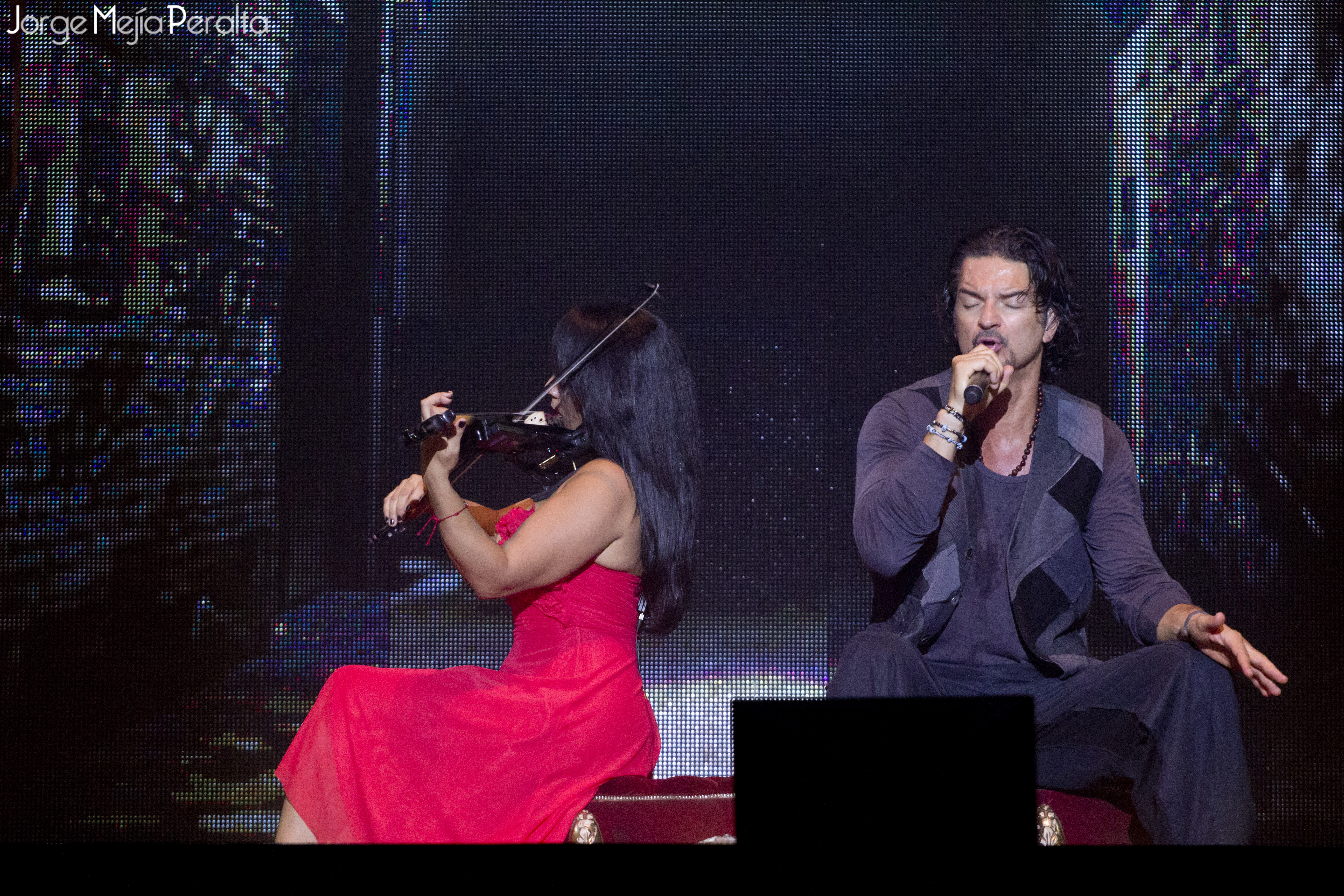
Arjona actuando en Managua, Nicaragua

Comenzando el 27 de enero de 2012 en Toluca (México), Arjona se embarcó en una gira internacional para la promoción de su álbum. El Metamorfosis World Tour fue anunciado en diciembre de 2011, y recorrió el continente americano. El espectáculo consistió en cuatro escenarios de teatro en un escenario giratorio. Arjona actuó en cada uno de ellos en función de cada canción. La cantautora guatemalteca Gaby Moreno apareció en varias actuaciones, uniéndose a Arjona para «Fuiste tú».
La gira fue elogiada por los críticos y aficionados. Natalie Torres de Día a Día, comentó: «Arjona sabe como manejar a sus "chicas" con una mezcla de postura de "macho" áspero y palabras de seductor». Jon Pareles del New York Times comentó que «Arjona es uno de los mejores letristas del pop latino: atento, lleno de matices, a veces irónico, a veces melancólico y sobre todo aficionado del juego de los opuestos». Agregó que «a diferencia de algunos de sus co-estrellas del pop latino, el Sr. Arjona no es un dulce amante latino».
La gira rompió los récords de venta de entradas, de margen bruto comercial y de asistencia. En Buenos Aires fue el espectáculo más popular en el Estadio Vélez, con una asistencia total de más de 160.000 personas durante cuatro conciertos consecutivos con entradas agotadas. En la Ciudad de Guatemala Arjona fue el primer artista con dos conciertos consecutivos con entradas agotadas en el Estadio Mateo Flores, con una asistencia total de más de 50.000. Hasta octubre de 2012, se realizaron actuaciones para cerca de un millón de personas en más de ocho países.

## Desempeño comercial
Independiente debutó en la cima de la lista estadounidense Billboard Top Latin Albums en la semana que finalizó el 22 de octubre de 2011, y se mantuvo en esa posición la semana siguiente. Fue el tercer álbum de Arjona que permaneció en el puesto número uno por más de una semana, después de Galería Caribe (2000) y 5to piso (2008). Independiente se convirtió en su cuarto gran éxito en las listas, después de Poquita ropa (2010). En la tercera semana cayó al puesto número dos, sustituido por el álbum Supremo de Chino & Nacho. El álbum también debutó en el puesto número uno en la lista Latin Pop Albums en la semana que finalizó el 22 de octubre, convirtiéndose en el quinto álbum de Arjona en hacerlo. Se mantuvo en el número uno la semana siguiente, para ser sustituido por Supremo en la tercera semana. El álbum alcanzó otra vez el puesto número uno en la semana que finalizó el 12 de noviembre, y más tarde en la semana que terminó el 11 de febrero de 2012. En su segunda corrida permaneció tres semanas en la cima antes de ser reemplazado durante una semana por Drama y luz de Maná. En su tercera corrida se mantuvo en el primer lugar durante cinco semanas. En la semana que termina el 2 de junio de 2012, Independiente volvió de nuevo al puesto número uno.
En la semana que debutó liderando las listas Latin Albums y Latin Pop Albums, Independiente también apareció en el puesto número 65 en el Billboard 200. Es el quinto álbum consecutivo de Arjona en aparecer en esta lista (después de Adentro, Quien dijo ayer, 5.º piso y Poquita ropa), aunque sólo superó Adentro. En México, Independiente debutó en el puesto número uno en la semana que finalizó el 9 de octubre de 2011. A la semana siguiente cayó al número dos, sustituido por Canciones que duelen de Espinoza Paz. En su tercera semana, el álbum cayó al número tres. En Argentina, Independiente debutó en el número uno en la semana que finalizó el 9 de octubre de 2011 y se mantuvo en la primera posición durante una sola semana, cayendo al número cinco la semana siguiente. El álbum también entró en la lista española, alcanzando el puesto número 76. A la semana siguiente salió de la lista, pero volvió a entrar más tarde, alcanzando su pico en el número 68. Independiente es el cuarto álbum de Arjona que aparece en la lista española, después de Adentro (2005), 5to piso (2008) y Poquita ropa (2010). En las listas estadounidenses de fin de año de 2011 Independiente fue el quincuagésimo álbum más vendido en la lista Latin Albums y el decimoquinto más vendido en la lista Latin Pop Albums. En México, fue el decimonoveno álbum más vendido de 2011.
Independiente fue certificado platino por la Cámara Argentina de Productores de Fonogramas y Videogramas en reconocimiento de 40.000 copias vendidas. Fue también certificado oro y platino por la Asociación Mexicana de Productores de Fonogramas y Videogramas en reconocimiento de 90.000 copias vendidas. En los Estados Unidos, Independiente fue certificado oro por la Asociación de Industria Discográfica de Estados Unidos (RIAA) para 50.000 copias vendidas. En Venezuela, el álbum fue certificado doble platino por más de 40.000 copias vendidas. Fue certificado oro en Chile por 5.000 copias vendidas, y en Colombia para 10 000 copias vendidas. Hasta noviembre de 2012, se vendieron 75.000 copias del álbum en los Estados Unidos.

## Críticas y premios
David Jeffries de AllMusic destacó en su análisis del álbum el retorno de Arjona a su estilo convencional después del cambio musical presente en Poquita ropa. Jeffries comparó (como también lo hicieron otros críticos y Arjona mismo), los valores de producción y el estilo musical de Independiente con los de sus álbumes anteriores como Animal nocturno (1993) e  Historias (1994). Por último, señaló que «los aficionados se deleitarán con esta combinación de libertad y crecimiento, y apreciarán el regreso del productor Tommy Torres, el hombre que ha estado detrás de un buen número de los lanzamientos más populares de Arjona» (refiriéndose a la ausencia de Torres en la producción de Poquita ropa).
Un colaborador del sitio web colombiano CMI comentó que «escuchar Independiente es un laberinto por recorrer, cada canción es un camino inmenso que parece no tener fin, porque envuelve a la imaginación, te invita a soñar, a encantar a embrujar. Pero tampoco deja atrás las problemáticas exigencias del amor, sus resquicios, escondites e inquietudes, así como sus malas pasadas en esta broma que es la vida». Independiente fue nominado para los Premios Juventud de 2012 en la categoría «Lo todo todo». El 25 de septiembre de 2012, el álbum recibió dos nominaciones para la 13.ª edición de los premios Grammy Latinos en las categorías Álbum del año y Mejor álbum cantautor. El 3 de diciembre de 2012, Independiente obtuvo una nominación en la categoría Álbum pop del año para los Premios Lo Nuestro de 2013. También recibió una nominación para un Grammy por Mejor álbum pop latino. Arjona ganó ese premio en 2005 con Adentro en una victoria que compartió con la cantante mexicana Julieta Venegas. En febrero de 2013, Independiente recibió otra nominación en la categoría «Álbum pop latino del año» para los premios Billboard de la música latina de 2013.

## Lista de canciones
Todas las canciones escritas y compuestas por Ricardo Arjona, excepto lo indicado. 
| N.º | Título                                               | Escritor(es)                       | Duración |  |
| 1.  | «Lo que está bien está mal»                          | Letra: Arjona. Música: Dan Warner. | 3:44     |  |
| 2.  | «Hay amores»                                         |                                    | 4:18     |  |
| 3.  | «A la medida»                                        |                                    | 3:42     |  |
| 4.  | «El amor»                                            |                                    | 4:49     |  |
| 5.  | «Lo mejor de lo peor»                                |                                    | 4:02     |  |
| 6.  | «Mi novia se me está poniendo vieja»                 |                                    | 5:12     |  |
| 7.  | «Te juro»                                            |                                    | 3:50     |  |
| 8.  | «Fuiste tú» (con Gaby Moreno)                        |                                    | 4:23     |  |
| 9.  | «Te quiero»                                          |                                    | 4:38     |  |
| 10. | «Si tú no existieras»                                |                                    | 4:01     |  |
| 11. | «Reconciliación»                                     |                                    | 5:04     |  |
| 12. | «Se fue»                                             |                                    | 4:45     |  |
| 13. | «Caudillo»                                           |                                    | 5:00     |  |
| 14. | «Mi novia se me está poniendo vieja» (Versión piano) |                                    | 5:02     |  |

| Bonus Track de iTunes |                 |          |  |
| N.º                   | Título          | Duración |  |
| 15.                   | «Independiente» | 3:31     |  |

| Versión Cono Sur |                                                      |            |          |  |
| N.º              | Título                                               | Música     | Duración |  |
| 1.               | «Lo que está bien está mal»                          | Dan Warner | 3:43     |  |
| 2.               | «Hay amores»                                         |            | 4:19     |  |
| 3.               | «A la medida»                                        |            | 3:45     |  |
| 4.               | «El amor»                                            |            | 4:47     |  |
| 5.               | «Lo mejor de lo peor»                                |            | 4:03     |  |
| 6.               | «Mi novia se me está poniendo vieja»                 |            | 5:12     |  |
| 7.               | «Te juro»                                            |            | 3:52     |  |
| 8.               | «Fuiste tú» (con Gaby Moreno)                        |            | 4:25     |  |
| 9.               | «Te quiero»                                          |            | 4:38     |  |
| 10.              | «Si tu no existieras»                                |            | 4:02     |  |
| 11.              | «Reconciliación» (Versión Cono Sur)                  |            | 5:05     |  |
| 12.              | «Se fue»                                             |            | 4:47     |  |
| 13.              | «Caudillo»                                           |            | 5:07     |  |
| 14.              | «Mi novia se me está poniendo vieja» (Versión piano) |            | 5:05     |  |

| + Demos |                                               |          |  |
| N.º     | Título                                        | Duración |  |
| 1.      | «Fuiste tú» (con Vicky Echeverri)             | 6:02     |  |
| 2.      | «El amor»                                     | 6:53     |  |
| 3.      | «Caudillo»                                    | 4:57     |  |
| 4.      | «Hay amores»                                  | 3:43     |  |
| 5.      | «Mi novia se me está poniendo vieja»          | 5:09     |  |
| 6.      | «Te quiero»                                   | 5:32     |  |
| 7.      | «Te juro»                                     | 3:28     |  |
| 8.      | «Si tú no existieras»                         | 4:12     |  |
| 9.      | «Lo que está bien no está mal» (instrumental) | 3:30     |  |
| 10.     | «Se fue»                                      | 4:52     |  |
| 11.     | «A la medida»                                 | 3:20     |  |
| 12.     | «Lo mejor de lo peor»                         | 3:41     |  |

## Personal
Los créditos son tomados de las notas de álbum de Independiente.
- Paul Abbot – viola
- Monisa Angell – viola
- Ricardo Arjona – compositor, coros, letras
- Richard Bravo – percusión
- Carlos Cabral "Junior" Cabral – arreglos
- Ricardo Cortés – batería
- Monica del Águila – violonchelo
- Roger Hudson – coros
- James Grosjean – viola
- Anthony LaMarchina – violonchelo
- Elizabeth Lamb – viola
- Lee Levin – arreglo, batería, percusión
- Chris Macdonald – dirección
- Victor Patron – piano
- Matt Rollings – Hammond B3, órgano, piano, Wurlitzer
- Julia Tanner – piano
- David Thoener – mezcla
- Tommy Torres – coros
- Peter Wallace – Hammond B3, órgano, Wurlitzer
- Dan Warner – arreglos, banyo, compositor, ukulele
- Ben Wisch – mezcla
- Xarah – Pro Tools

## Desempeño en las listas
| Lista (2011)                       | Mejor posición |
| ---------------------------------- | -------------- |
| Álbumes en Argentina (CAPIF)       | 1              |
| Álbumes en México (Top 100 México) | 1              |
| Álbumes en España (PROMUSICAE)     | 68             |
| US Top Latin Albums (Billboard)    | 1              |
| US Latin Pop Albums (Billboard)    | 1              |
| US Billboard 200                   | 65             |

| Lista (2011)                       | Mejor posición |
| ---------------------------------- | -------------- |
| Álbumes en Argentina (CAPIF)       | 3              |
| Álbumes en México (Top 100 México) | 19             |
| US Top Latin Albums (Billboard)    | 50             |
| US Latin Pop Albums (Billboard)    | 15             |

| Lista (2012)                    | Mejor posición |
| ------------------------------- | -------------- |
| US Top Latin Albums (Billboard) | 6              |
| US Latin Pop Albums (Billboard) | 1              |

### Certificaciones
| Región | Certificación  | Ventas   |
| --- | -------------- | -------- |
| Argentina (CAPIF)                                                                                              | 2× platino     | 80.000x  |
| Chile (IFPI)                                                                                                   | Platino        | 10 000^  |
| Colombia (ACPF)                                                                                                | Platino        | 10 000x  |
| México | 2× platino     | 120.000^ |
| Estados Unidos (RIAA)                                                                                          | Platino (RIAA) | 100.000^ |
| Venezuela (APFV)                                                                                               | 4× platino     | 40.000x  |
| ^ cifras de envíos basadas en la certificación solo x cifras sin especificar, basadas en la certificación solo |                |          |

## Historial de versiones
| País            | Fecha                    | Formato(s)           | Sello                       | Edición                  |
| --------------- | ------------------------ | -------------------- | --------------------------- | ------------------------ |
| Argentina       | 23 de septiembre de 2011 | Descarga digital     | Metamorfosis / Warner Music | Edición Cono Sur         |
| Chile           | 23 de septiembre de 2011 | Descarga digital     | Metamorfosis / Warner Music | Edición Cono Sur         |
| Ecuador         | 23 de septiembre de 2011 | Descarga digital     | Metamorfosis / Warner Music | Edición Cono Sur         |
| Perú            | 23 de septiembre de 2011 | Descarga digital     | Metamorfosis / Warner Music | Edición Cono Sur         |
| Reino Unido     | 23 de septiembre de 2011 | Descarga digital     | Metamorfosis / Warner Music | Estándar                 |
| Argentina       | 30 de septiembre de 2011 | Descarga digital     | Metamorfosis / Warner Music | Estándar                 |
| Bélgica         | 30 de septiembre de 2011 | Descarga digital     | Metamorfosis / Warner Music | Estándar                 |
| Chile           | 30 de septiembre de 2011 | Descarga digital     | Metamorfosis / Warner Music | Estándar                 |
| Colombia        | 30 de septiembre de 2011 | Descarga digital     | Metamorfosis / Warner Music | Estándar                 |
| Costa Rica      | 30 de septiembre de 2011 | Descarga digital     | Metamorfosis / Warner Music | Estándar                 |
| Ecuador         | 30 de septiembre de 2011 | Descarga digital     | Metamorfosis / Warner Music | Estándar                 |
| Irlanda         | 30 de septiembre de 2011 | Descarga digital     | Metamorfosis / Warner Music | Estándar                 |
| Italia          | 30 de septiembre de 2011 | Descarga digital     | Metamorfosis / Warner Music | Estándar                 |
| Perú            | 30 de septiembre de 2011 | Descarga digital     | Metamorfosis / Warner Music | Estándar                 |
| Portugal        | 30 de septiembre de 2011 | Descarga digital     | Metamorfosis / Warner Music | Estándar                 |
| Reino Unido     | 30 de septiembre de 2011 | Descarga digital     | Metamorfosis / Warner Music | Estándar                 |
| Canadá          | 4 de octubre de 2011     | Descarga digital     | Metamorfosis / Warner Music | Estándar, edición iTunes |
| España          | 4 de octubre de 2011     | Descarga digital     | Metamorfosis / Warner Music | Estándar, edición iTunes |
| Argentina       | 4 de octubre de 2011     | CD, descarga digital | Metamorfosis / Warner Music | Estándar, edición iTunes |
| Brasil          | 4 de octubre de 2011     | CD, descarga digital | Metamorfosis / Warner Music | Estándar, edición iTunes |
| Chile           | 4 de octubre de 2011     | CD, descarga digital | Metamorfosis / Warner Music | Estándar, edición iTunes |
| Colombia        | 4 de octubre de 2011     | CD, descarga digital | Metamorfosis / Warner Music | Estándar, edición iTunes |
| Costa Rica      | 4 de octubre de 2011     | CD, descarga digital | Metamorfosis / Warner Music | Estándar, edición iTunes |
| Ecuador         | 4 de octubre de 2011     | CD, descarga digital | Metamorfosis / Warner Music | Estándar, edición iTunes |
| México          | 4 de octubre de 2011     | CD, descarga digital | Metamorfosis / Warner Music | Estándar, edición iTunes |
| Paraguay        | 4 de octubre de 2011     | CD, descarga digital | Metamorfosis / Warner Music | Estándar, edición iTunes |
| Estados Unidos. | 4 de octubre de 2011     | CD, descarga digital | Metamorfosis / Warner Music | Estándar, edición iTunes |
| Venezuela       | 4 de octubre de 2011     | CD, descarga digital | Metamorfosis / Warner Music | Estándar, edición iTunes |
| Alemania        | 4 de octubre de 2011     | CD                   | Kiwi                        | Estándar                 |
| Francia         | 4 de octubre de 2011     | CD                   | Metamorfosis / Warner Music | Estándar                 |
| Reino Unido     | 4 de octubre de 2011     | CD                   | Metamorfosis / Warner Music | Estándar                 |
| Italia          | 4 de octubre de 2011     | CD                   | Metamorfosis / Warner Music | Estándar                 |
| Alemania        | 11 de octubre de 2011    | CD                   | Metamorfosis / Warner Music | Estándar                 |
| Canadá          | 25 de octubre de 2011    | CD                   | Warner Special Imports      | Estándar                 |
| España          | 25 de octubre de 2011    | CD                   | Warner Music España         | Estándar                 |

## Curiosidades
La canción "Se fue" del álbum Santo pecado (2002), es una versión completamente diferente de la canción titulada de la misma manera en el álbum Independiente (2011).